# 真砂充敏
真砂 充敏（まなご みつとし、1957年〈昭和32年〉7月21日 - ）は、日本の政治家。新制田辺市（旧制田辺市・龍神村・中辺路町・大塔村・本宮町合併により発足）の市長（6期）。

## 略歴
- 1981年3月 - 修成建設専門学校を卒業する[2]。
- 1988年11月 - 中辺路町の町議会議員に就任する。
- 1992年11月 - 中辺路町議会議員に再選する。
- 1996年7月 - 中辺路町長に就任する。
- 2000年7月 - 中辺路町長に再選する。
- 2004年7月 - 中辺路町長に3選する。
- 2005年5月22日 - 新設された田辺市の初代市長に就任する。
- 2009年4月26日 - 田辺市長に再選する。
- 2013年4月21日 - 田辺市長に3選する[3]。
- 2017年4月 - 田辺市長に無投票で4選。
- 2021年4月25日 - 田辺市長に5選。
- 2025年4月27日 - 田辺市長に6選[4]。